# Rio Neisse

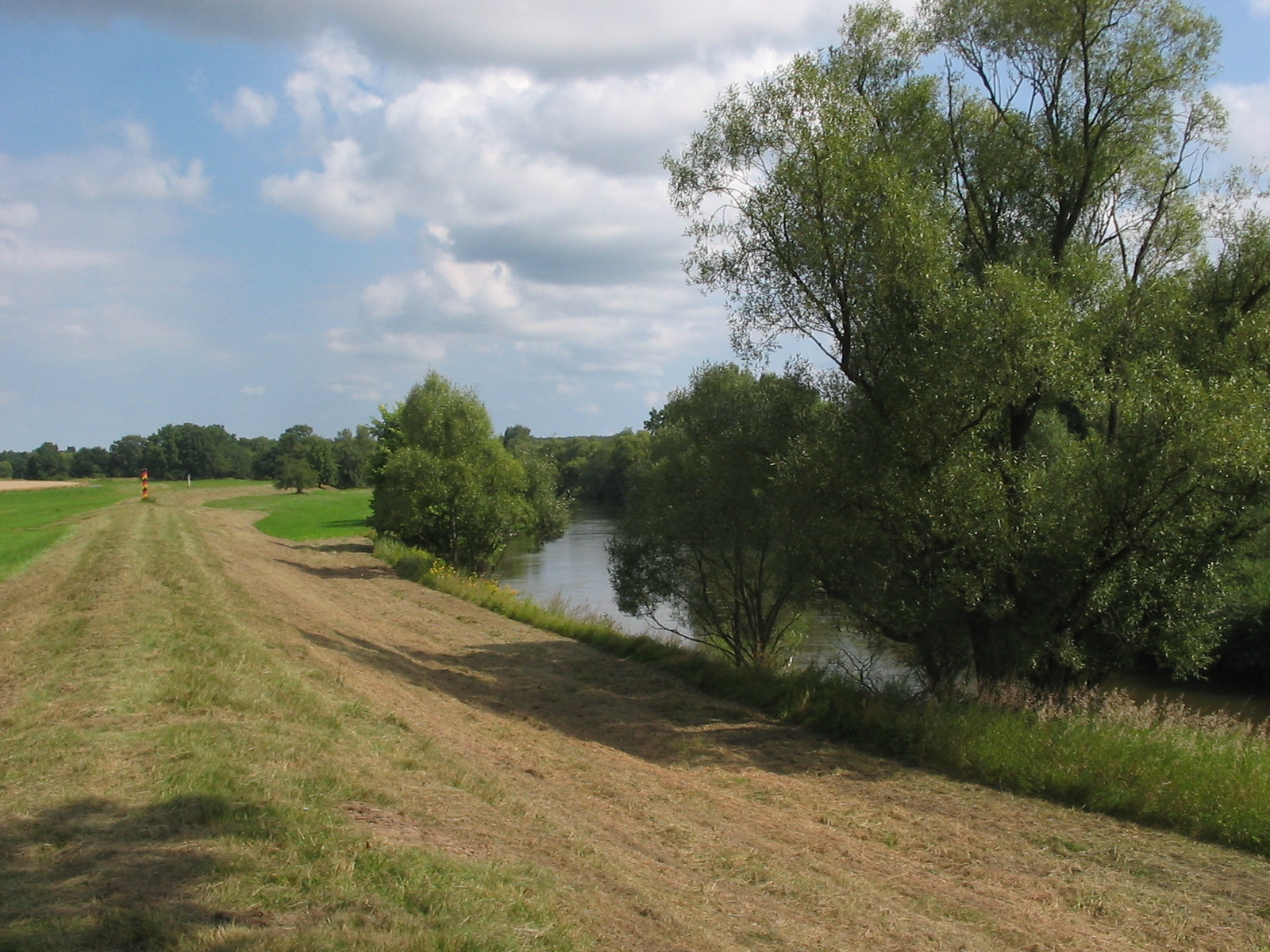
O Neisse perto de Bahren

O Neisse (ou Neiße, polonês Nysa, checo Nisa) é um rio da Europa Central que corre pela República Checa (54 km) e marca, com o Oder, a divisa entre a Alemanha e a Polônia (198 km), com um total de 252 km.
O Neisse tem sua nascente na Boêmia, e desagua no Oder perto de Gubin. Na sua margem esquerda encontra-se a cidade de Görlitz.
Sua bacia hidrográfica engloba cerca de 4297 km² (incluindo 2197 km² na Polônia).

## Cidades
- Jablonec nad Nisou, República Checa
- Liberec, República Checa
- Zittau, Alemanha
- Bogatynia, Polônia
- Zgorzelec, Polônia; Görlitz, Alemanha
- Pieńsk, Polônia
- Łęknica, Polônia
- Forst, Alemanha
- Guben, Alemanha; Gubin, Polônia